# Hunt Mountain
Hunt Mountain är ett berg i Antarktis. Det ligger i Östantarktis. Australien gör anspråk på området. Toppen på Hunt Mountain är 3 660 meter över havet.
Terrängen runt Hunt Mountain är bergig åt sydost, men åt nordväst är den kuperad. Hunt Mountain är den högsta punkten i trakten. Trakten är obefolkad. Det finns inga samhällen i närheten.